# چلچله رودخانه‌ای کم‌رنگ
چلچله رودخانه‌ای کم‌رنگ یا چلچله کم‌رنگ (نام علمی: Riparia diluta) یک پرنده گنجشک کوچک در خانوادۀ پرستویان است.
این گونه در زیستگاه‌های باز مانند زمین‌های کشاورزی، علفزار و ساوانا، معمولاً در نزدیکی آب یافت می‌شود. از آسیای میانه تا جنوب شرق چین یافت می‌شود.  این گونه قبلاً زیرگونه‌ای از چلچله رودخانه‌ای در نظر گرفته می‌شد. 